# الكراع (قرية)
الكراع قرية مغربية تقع على ضفة المحيط الأطلسي ،جنوب مدينة بوجدور. إداريا، تنتمي الكراع إلى جماعة الجريفية في إقليم بوجدور التابع لجهة العيون الساقية الحمراء. 

## الموقع الجغرافي
تقع الكراع على الطريق الوطنية رقم 1 ، في الجزء الرابط بين مدينتي بوجدور و الداخلة، على بعد 190 كيلومترا جنوب غربي بوجدور. 

## النشأة
تم إنشاء قرية الكراع سنة 2005 في إطار برنامج تنموي لوزارة الفلاحة و الصيد البحري، يهدف إلى إنشاء قرى الصيادين و نقط تفريغ مجهزة على امتداد الساحل المغربي، من أجل تعزيز قطاع الصيد البحري و إنعاش الصيد التقليدي.  و هي واحدة من القرى العشرة المنشأة في المناطق الجنوبية ( جهة العيون الساقية الحمراء و جهة الداخلة وادي الذهب ) 